# فیلیپو پدرینی
فیلیپو پدرینی (به ایتالیایی: Filippo Pedrini؛ بولونیا، ۱۷۶۳ - بولونیا، ۱۸۵۶) نقاش ایتالیایی بود.

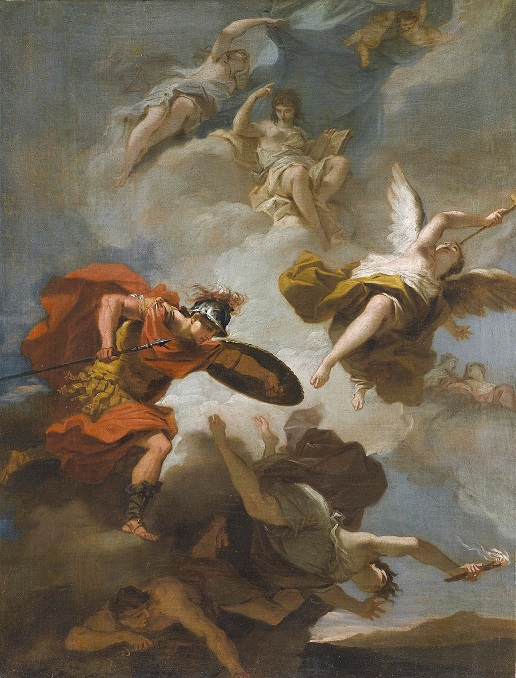
قطعه فیلیپو پدرینی، Marte e la Fama

## زندگی‌نامه
او پسر نقاش دومنیکو پدرینی بود. در آکادمی کلمنتینا در بولونیا، او شاگرد اوبالدو و گائتانو گاندولفی شد، در حالی که مائورو گاندولفی و فلیس جیانی دانش‌آموزان همکار بودند.
اولین نقاشی‌های او از قدیس‌های باربارا و توماس آکویناس برای سن بارتولومئو در بولونیا (هر دو در محل) مربوط به سال ۱۷۷۹ است که احتمالاً با همکاری پدرش تکمیل شده‌است. در سال ۱۷۹۰ او به عضویت آکادمی کلمنتاین درآمد و در سال ۱۸۲۱ به عضویت آکادمی پانتیفیچیا در رم انتخاب شد.
او بیشتر به خاطر نقاشی‌های دیواری‌اش برای کاخ‌های مختلف در بولونیا، از جمله نقاشی‌های تمثیل پیروزی و موزها برای Palazzo Comunale, Bologna و Apotheosis of Hercules (سقف راه پله ورودی)، آپولو و ساعت‌ها در سالن بزرگ، و رقص پوره‌ها و کوپیدها برای اتاقی در پالازو هرکولانی.
در سال ۱۸۲۸ پنج بوم برای سقف سن پائولو در مونته در بولونیا نقاشی کرد که اکنون در صومعه آنجاست. در آن سال، او همچنین روی سقف تالار مردان برجسته و شایسته پانتئون در گورستان چرتوزا در بولونیا نقاشی کرد. طراحی پانتئون توسط جوزپه توبرتینی هدایت شد. پدرینی همچنین آرامگاه‌های مختلفی را در چرتوزا نقاشی کرد، از جمله آرامگاه‌های لاگی، کارلو کیزا و ویتاله بینی، ژنو پپولی، بریگیتا گیورگی بانتی. در پالازو تاناری او نقاش فیگور برای وینسنت مارتینلی هنرمند نقاشی منظره بود و نقش مشابهی را در کاخ پالاویسینی برای فلامینیو مینوزی ایفا کرد.
در سال ۱۸۳۰ او تحویل کلیدهای کلیسایی را در سن پیترو کاپوفیوم نزدیک بولونیا به پایان رساند.